# John Browne, Baron Browne of Madingley

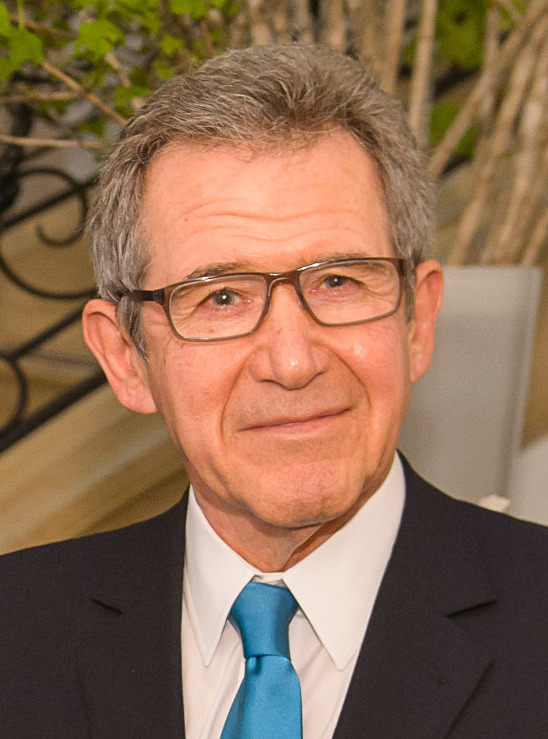
Lord Browne im Mai 2015

Edmund John Philip Browne, Baron Browne of Madingley FRS (* 20. Februar 1948 in Hamburg) war von 1995 bis 2007 Chief Executive Officer des Mineralölkonzerns BP. Seit 2015 ist er Executive Chairman von LetterOne Energy und Aufsichtsratsvorsitzender von DEA. Als Life Peer ist er Mitglied im House of Lords.

## Leben
Browne wurde in Hamburg geboren als Sohn eines britischen Armeeoffiziers und einer ungarischen Auschwitz-Überlebenden. Sein Vater arbeitete unter anderem für die Anglo-Persian Oil Company, aus der später dann British Petroleum (BP) wurde. Browne besuchte die King’s School in Ely und das St John’s College in Cambridge, von welchem er einen Prädikatsabschluss (Bachelor) in Physik erhielt. Später machte er einen Master an der Stanford Business School. 2003 wurde er mit einem Ehrendoktor der Colorado School of Mines bedacht und in die American Academy of Arts and Sciences gewählt.

### Karriere bei BP
1966 vermittelte Brownes Vater ihm eine Ausbildung bei BP, während er noch studierte. 1969 begann Browne eine Tätigkeit als Ingenieur in den BP-Ölfeldern von Anchorage, Alaska. Er blieb dem Unternehmen sein Leben lang verbunden und wurde 1995 zum Unternehmensvorsitzenden vorgeschlagen.
Am 25. Juli 2006 teilte BP mit, dass Brown regulär im Dezember 2008 aufgrund der Altersgrenze (60 Jahre) aus der Spitzenposition ausscheiden werde. Am 12. Januar 2007 wurde dann verkündet, dass Browne bereits im Juli 2007 in den Ruhestand gehen werde und sein Posten von Tony Hayward übernommen werde.

### Rücktritt
Am 1. Mai 2007 trat Lord Browne von seinem BP-Posten überraschend zurück.
Browne begründete seinen vorzeitigen Rücktritt mit der Aufhebung einer einstweiligen Verfügung gegen eine Zeitungsgruppe, die ihn vor Berichterstattung über sein Privatleben beschützte. Jeff Chevalier, mit dem Browne eine vierjährige homosexuelle Beziehung führte, wollte sich mit privaten Details an die Presse wenden. Er beschuldigt Browne, Ressourcen von BP missbraucht zu haben, was Browne allerdings abstreitet. Als Grund für seinen freiwilligen Rücktritt gab Browne an, damit „dem Unternehmen unnötige Peinlichkeiten zu ersparen“. „Während meiner 41 Jahre mit BP habe ich mein Privatleben immer vom Geschäftlichen getrennt. Ich habe meine Sexualität immer als Privatsache angesehen, als etwas, das geheim gehalten wird.“
Peter Sutherland, BP-Chairman, bedauerte den Rücktritt von Browne. „Es ist eine Tragödie, dass er als ehrenhafter Mann unter diesen schmerzhaften Umständen genötigt wird, zurückzutreten.“ Browne wird voraussichtlich aufgrund seines vorzeitigen Rücktritts 3,5 Millionen Pfund von seinem Abfindungspaket verlieren und möglicherweise weitere 12 Millionen Pfund in Aktien.

### Umweltbewusstsein

Neues Logo

Browne leitete ab 1997 mehrere vorbeugende Maßnahmen gegen den Klimawandel ein und verpflichtete sich, trotz Wachstum des Unternehmens die Emissionen von BP bis 2010 um 10 % gegenüber dem Wert von 1990 zu senken.
2003 beauftragte Browne die Werbeagentur Ogilvy & Mather mit einem 200 Mio. US-Dollar teuren Rebranding. Daraufhin wurde der Slogan „Beyond Petroleum“ und ein neues Logo eingeführt.
2005 wurde der Geschäftsbereich BP Alternative Energy gegründet. Sein Nachfolger Hayward machte diesen Schritt 2009 jedoch wieder rückgängig und schloss BP Solar im Jahr 2011.

## Weitere berufliche Schritte
Anfang 2011 war Browne als neuer Vorstandsvorsitzender für Glencore im Gespräch. Stattdessen wurde jedoch Simon Murray ausgewählt.

## Autor
Seit 2010 erschienen drei Bücher von Browne, darunter eine Art Autobiografie, Beyond Business (2010), und eine essayistische Auseinandersetzung mit dem zeitgenössischen gesellschaftlichen Ansehensverlust durch „Outing“, The Glass Closet: Why Coming Out is Good Business (Edition WH Allen 2014).
Sein 2013 erschienenes Wissenschaftsbuch Seven Elements That Have Changed The World: Iron, Carbon, Gold, Silver, Uranium, Titanium, Silicon (Weidenfeld & Nicolson) war auf der Shortlist des Royal Society Winton Prize for Science Books 2014.

## Privatleben

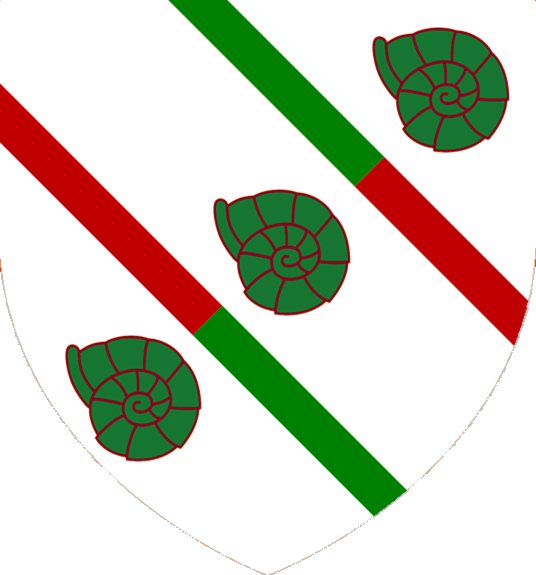
Wappen des Baron Browne of Madingley

Am 22. Juli 1998 wurde er von Königin Elisabeth II. zum Knight Bachelor geschlagen.
Am 28. Juni 2001 wurde er mit dem Titel Baron Browne of Madingley, of Cambridge in the County of Cambridgeshire, zum Life Peer erhoben und sitzt seitdem als Crossbencher im House of Lords. Zwischen April 2008 und Juli 2013 nahm er an mehreren Abstimmungen teil, danach war er nicht mehr aktiv.
Lord Browne gibt als persönliche Interessen Zigarren, antike Möbel, Opern und Kunst an. Mit einem Jahreslohn von etwa 5,7 Millionen Pfund (2004) war er einer der bestbezahlten Geschäftsführer in Großbritannien.
Im Juli 2006 wurde er zum Mitglied der Royal Society gewählt. Von 2006 bis 2011 war er Präsident der Royal Academy of Engineering.
Von September 2006 bis August 2007 war er zudem Chairman der Private-Equity-Firma Apax Partners.